# Robert Ljubičić
Robert Ljubičić (Vienna, 14 luglio 1999) è un calciatore croato con cittadinanza austriaca, difensore o centrocampista dell'AEK Atene.

## Caratteristiche tecniche
È un centrocampista centrale, che può giocare anche davanti alla difesa come mediano, ma si adatta anche come terzino sinistro o come esterno.

## Carriera

### Club
Cresciuto nel settore giovanile del St. Pölten, ha esordito in prima squadra il 12 maggio 2018 disputando l'incontro di Bundesliga austriaca vinto 3-1 contro l'Altach. Va subito a segno nella partita successiva contro l'Austria Vienna il 20 maggio (2-0). Concluderà la sua avventura con il club che lo ha cresciuto con 99 presenze e 8 gol in prima squadra.
Nell'estate 2021 viene ceduto a titolo definitivo al Rapid Vienna. Fa il suo debutto con la nuova squadra il 20 luglio nell'andata del secondo turno di qualificazione alla Champions League, contro lo Sparta Praga mettendo a referto un assist (2-1). Esordisce in campionato il 22 agosto, dopo una squalifica di quattro giornate, contro il Ried segnando un gol e fornendo un assist (3-0). Il 9 dicembre segna la sua prima rete europea nell'ultima giornata della fase a girone dell'Europa League, contro il Genk (1-0). Chiude la sua unica stagione con il Rapid, con 40 presenze e 4 gol.
Il 13 giugno 2022 viene ceduto a titolo definitivo alla Dinamo Zagabria. Fa il suo esordio nella prima di campionato contro il NK Lokomotiva (3-2). Segna la sua prima rete nel pareggio interno valido per la quarta giornata di Champions League contro il Salisburgo (1-1).

### Nazionale
Dopo avere giocato sia per l'under-20 croata e per l'under-21 austriaca, nel gennaio 2023 ha scelto di giocare per la Croazia.

## Statistiche
Statistiche aggiornate al 3 ottobre 2023.

### Presenze e reti nei club
| Stagione          | Squadra           | Campionato        | Campionato | Campionato | Coppe nazionali | Coppe nazionali | Coppe nazionali | Coppe continentali | Coppe continentali | Coppe continentali | Altre coppe | Altre coppe | Altre coppe | Totale | Totale |
| Stagione          | Squadra           | Comp              | Pres       | Reti       | Comp            | Pres            | Reti            | Comp               | Pres               | Reti               | Comp        | Pres        | Reti        | Pres   | Reti   |
| ----------------- | ----------------- | ----------------- | ---------- | ---------- | --------------- | --------------- | --------------- | ------------------ | ------------------ | ------------------ | ----------- | ----------- | ----------- | ------ | ------ |
| 2017-2018         | St. Pölten II     | RO                | 11         | 1          | -               | -               | -               | -                  | -                  | -                  | -           | -           | -           | 11     | 1      |
| 2017-2018         | St. Pölten        | BL                | 3+2        | 1+0        | CA              | 0               | 0               | -                  | -                  | -                  | -           | -           | -           | 5      | 1      |
| 2018-2019         | St. Pölten        | BL                | 26         | 1          | CA              | 3               | 1               | -                  | -                  | -                  | -           | -           | -           | 28     | 2      |
| 2019-2020         | St. Pölten        | BL                | 29         | 3          | CA              | 3               | 0               | -                  | -                  | -                  | -           | -           | -           | 32     | 3      |
| 2020-2021         | St. Pölten        | BL                | 32         | 2          | CA              | 1               | 0               | -                  | -                  | -                  | -           | -           | -           | 31     | 2      |
| Totale St. Pölten | Totale St. Pölten | Totale St. Pölten | 92         | 7          |                 | 7               | 1               |                    | -                  | -                  |             | -           | -           | 99     | 8      |
| 2021-2022         | Rapid Vienna      | BL                | 25+2       | 2+1        | CA              | 2               | 0               | UCL+UEL+UECL       | 1+8+2              | 0+1+0              | -           | -           | -           | 40     | 4      |
| 2022-2023         | Dinamo Zagabria   | 1. HNL            | 33         | 2          | CC              | 4               | 1               | UCL                | 12                 | 1                  | SC          | 1           | 0           | 50     | 4      |
| 2023-2024         | Dinamo Zagabria   | 1.HNL             | 8          | 1          | CC              | 0               | 0               | UCL+UEL+UECL       | 4+2+1              | 1+0+0              | SC          | 1           | 0           | 16     | 2      |
| Totale carriera   | Totale carriera   | Totale carriera   | 171        | 14         |                 | 13              | 2               |                    | 30                 | 3                  |             | 2           | 0           | 216    | 19     |

## Palmarès

### Club

#### Competizioni nazionali
- Supercoppa di Croazia: 2

Dinamo Zagabria: 2022, 2023
- Campionato croato: 1

Dinamo Zagabria: 2022-2023
- Coppa di Croazia: 1

Dinamo Zagabria: 2023-2024